# Mesoleius pertaesor
Mesoleius pertaesor là một loài tò vò trong họ Ichneumonidae.